# Jacopo Cuttini
Jacopo Cuttini (Milano, 10 maggio 1973) è un allenatore di pallavolo italiano.

## Carriera
Il suo percorso da allenatore, iniziato nel 1997, è caratterizzato da molte e variegate esperienze che lo vedono passare con estrema disinvoltura dal settore maschile al settore femminile e dai gruppi giovanili a quelli seniores.
Come selezionatore regionale partecipa a 5 Trofei delle Regioni (dal 1999 al 2003).
Dal 2007 al 2012 guida la prima squadra maschile del Futura Volley Cordenons (serie B) conquistando nella stagione 2010/2011 la promozione in serie B1.
Nel 2012 passa al settore femminile e accetta la panchine della Libertas Martignacco (serie B2). In questa stagione la squadra conquista una storica Coppa Italia, vince il campionato e ottiene la promozione diretta alla serie B1.
Nel 2016 accetta l'offerta della PAV Udine e guida la prima squadra nel campionato di serie B1 femminile.
Nel 2017 inizia la sua collaborazione con la squadra maschile di Superlega della Pallavolo Padova: il primo anno (stagione 2017/2018) ricopre il ruolo di assistente allenatore, l'anno successivo (stagione 2018/2019) viene promosso al ruolo di vice allenatore di Valerio Baldovin.
Nella stagione 2019/2020 viene ingaggiato come primo allenatore della Tinet Gori Wines Prata di Pordenone in serie A3 maschile.
La stagione successiva (2020/2021) viene richiamato a Padova per guidare come head coach la squadra che disputa il campionato di Superlega. La stagione rappresenta un trampolino di lancio importante per diversi giocatori del roster patavino: Mattia Bottolo e Marco Vitelli vengono convocati per la prima volta nella nazionale italiana, Santiago Danani partecipa con la nazionale argentina alle Olimpiadi di Tokyo (medaglia di bronzo), Toncek Stern si aggiudica con la nazionale slovena la medaglia d'argento al campionato europeo. 
Il club di Padova conferma il tecnico per la stagione 2021/2022 facendo valere l'opzione per il secondo anno di collaborazione prevista dal contratto.